# Myrna Harrod
Myrna Harrod è un personaggio dei fumetti pubblicati da Sergio Bonelli Editore, creato da Giancarlo Berardi.

## Storia editoriale
Myrna Harrod debutta insieme a Julia Kendall nell'Ottobre 1998 all'interno del primo numero della serie Julia - Le avventure di una criminologa ricoprendo il ruolo di antagonista dei primi tre albi: Gli occhi dell'abisso, Oggetto d'amore e Nella mente del mostro.
Il personaggio ha un proprio filone di storie all'interno della serie, una delle "miniserie" che Giancarlo Berardi ha voluto inserire all'interno dell'opera, caratterizzato dalla sua attività di assassina seriale e dal rapporto morboso che ha instaurato con la criminologa di Garden City.
Per un certo periodo le sue apparizioni sono state interrotte per volere della casa editrice per poi essere riprese in seguito.
Nel 2016 è stata rilasciata una collana da libreria a colori che ha l'obbiettivo di riproporre l'intero ciclo di storie.

## Biografia
Myrna è figlia di Tom Harrod, gestore di una palestra a Garden City, la città di Julia. Cresce da sola con suo padre, ossessionato dalla morale cattolica, che le impone privazioni e penitenze, anche corporali. Durante l'adolescenza, Myrna mostra segni di squilibrio: seziona bambole, usa violenza su piccoli animali e, più in generale, è affascinata dalla morte e dalla sofferenza altrui. All'età di 23 anni, dopo essersi laureata in chimica a pieni voti, la ragazza viene a sapere che sua madre non è morta, ma è scappata e si è rifatta una vita altrove. È qui che inizia la follia omicida di Myrna: all'inizio si accanirà su alcune prostitute, per poi passare alle ragazzine adescate nella palestra di suo padre, facendo ricadere i sospetti su quest'ultimo. Solo Julia Kendall riesce a capire chi ci sia davvero dietro gli omicidi, ma troppo tardi: Tom Harrod viene ferito a morte e Myrna riesce a scappare.
Mentre è ricercata, Myrna salva dalla violenza una ragazza, Ruby, e la porta con sé fino a Providence, con l'intenzione di uccidere anche sua madre: questa ha perso il secondo marito e il figlio in un terribile incendio, e lei stessa è rimasta vittima di gravissime ustioni. Durante il viaggio uccide un rappresentante viaggiatore e un'anziana ex-infermiera che ospita le due ragazze e le aiuta a ritrovare Priscilla; la stessa Ruby viene uccisa per essersi troppo affezionata a Myrna. Julia riesce a intervenire appena in tempo per evitare l'omicidio di sua madre, anche se la killer fugge anche stavolta. Più tardi Myrna tornerà a Garden City, rendendosi conto di amare Julia; Dopo una serie di terribili omicidi tenterà di rapire la sorella di Julia, Norma Kendall, per costringere la criminologa ad amarla. Ma il rapimento va male e Myrna viene arrestata.
Dopo 3 anni passati in isolamento, l'assassina viene trasferita in un nuovo penitenziario; Myrna seduce la direttrice per poi ucciderla ed evadere spacciandosi per lei. Da allora è sempre in viaggio, commettendo di volta in volta omicidi sempre più cruenti e mirati ad arrivare a Julia; i suoi intenti sono pian piano mutati: se prima uccideva a sangue freddo, adesso orchestra i suoi piani in modo da distruggere intere famiglie (retaggio della sua tragica situazione familiare), e soprattutto in modo da avvicinarsi il più possibile alla "sua" Julia.
Dopo una serie di tragici eventi, che comprendono anche la comparsa di una sua emulatrice, Myrna riesce a catturare Julia, ma quando tutto sembra andare secondo i suoi piani, le manca il coraggio di ucciderla, permettendo a Leo Baxter di salvare la criminologa. La Harrod viene così riconsegnata alla giustizia. Dopo l'arresto Myrna viene internata nel manicomio criminale di Burberry, dove è tenuta sotto sorveglianza costante; ben presto tuttavia cade in uno stato catatonico permanente. Successivamente accusa una crisi respiratoria a cui segue un coma vegetativo; ritenendolo irreversibile, i medici decidono di trasferirla in una struttura ospedaliera. In realtà Myrna ha corrotto un infermiere promettendogli di uccidere il medico responsabile della morte della sua fidanzata; questi l'ha aiutata a simulare il coma usando del curaro. Con la sorveglianza allentata, Myrna si sveglia e riesce a evadere. Julia viene dunque trasferita in una località segreta, ma Myrna la costringe a venire allo scoperto minacciando di morte sua nonna Lillian; dopo averla affrontata per l'ennesima volta, viene fermata dagli uomini del tenente Webb ed è costretta a fuggire di nuovo.
Dopo una serie di avventure Myrna finisce nuovamente in un torbido giro di prostituzione capeggiato dal nipote di un importante boss della malavita di Garden City, sul quale riesce a vendicarsi castrandolo; questa umiliazione causa però una caccia senza precedenti nei suoi confronti da parte degli uomini del boss. Myrna riesce ad avvicinare Julia nel contesto di un evento pubblico e la ferisce, venendo arrestata per la terza volta. Julia comprende che la sua nemica ha scelto di proposito di non ucciderla, e che si sia fatta catturare volontariamente per sfuggire alla caccia del boss; con l'aiuto della killer, la criminologa riesce a sgominare il giro di prostituzione, liberando alcune ex-compagne di prigionia di Myrna. La Harrod viene isolata in un centro di massima sicurezza.
In seguito a un lungo periodo di isolamento Myrna riesce a ottenere dei miglioramenti della sua condizione carceraria proponendo la sua collaborazione per tracciare i profili di killer psicopatici come lei. Viene invitata (nonostante le proteste di Julia, di Webb e del procuratore Robson) a un convegno di specialisti a Garden City. Nel corso del suo intervento, un uomo la colpisce con una pistola, prima di essere a sua volta abbattuto dalla polizia. Myrna, gravemente ferita, viene caricata immediatamente in ambulanza. Tuttavia, questa era una messinscena orchestrata ben prima del suo arresto: l'attentatore era stato contattato dalla Harrod per spararle con un finto proiettile, per poi farsi uccidere allo scopo di garantire un risarcimento alla famiglia. Quando Julia e la polizia riescono a ricostruire la vicenda, ormai è troppo tardi: Myrna ha già assassinato i paramedici ed è fuggita.
Dopo una serie di comparsate occasionali a Garden City, Myrna si ritira in un convento in Kentucky, dove scrive le sue memorie e si mette alla prova, tentando di smettere di uccidere in nome del suo amore per Julia; la sua contorta idea di giustizia, tuttavia, la porterà ad ammazzare brutalmente un prete colpevole di aver violentato una giovane novizia, Ellen. La killer fugge con lei a Springville, una cittadina del vecchio West, dove crede di essere guarita dall'ossessione per l'omicidio; quando, tuttavia, lei ed Ellen vengono assalite e stuprate da un gruppo di ragazzi, il suo istinto assassino si risveglia e si vendica sui suoi assalitori massacrandoli brutalmente. In seguito riprende con sé Ellen e si dà nuovamente alla macchia; nello stesso momento Julia, messasi sulle sue tracce, comprende finalmente che i propri sentimenti per Myrna vanno oltre l'amore e il sesso: la criminologa la ama e la odia al tempo stesso, esattamente come ama e odia il delitto.

## Caratterizzazione
Myrna Harrod è una serial killer psicopatica, acerrima avversaria di Julia Kendall. I suoi crimini vengono commessi con una logica fredda e distaccata che la porta a uccidere in modi sempre più cruenti e feroci; è innamorata di Julia, l'unica persona che sembra capire a fondo la sua contorta psiche e aspira a ucciderla durante un rapporto amoroso. Inizialmente si limitava a scegliere a caso le sue vittime ma ben presto diventerà metodica e raffinata nel suo modus operandi tanto che si arriverà a definirla "un'artista del delitto".
Myrna è un'abile trasformista capace di crearsi identità alternative (a volte persino maschili) e sfuggire alla giustizia. Per la stessa ragione è lascia passare periodi anche lunghi tra un omicidio e l'altro, rimanendo in stato di "quiescenza". Inoltre è una brava manipolatrice della psiche umana: spesso fa innamorare perdutamente di sé alcune persone non (solo) per ucciderle, ma per usarle e arrivare più facilmente ai suoi scopi.
Myrna Harrod appare nei primi tre albi della serie, per poi fare saltuarie ricomparse (più o meno una ogni due-tre anni) in alcune storie che la vedono come protagonista. Inoltre, pur senza apparire, è menzionata direttamente in molti episodi della serie nei quali viene confrontata al killer di turno oppure citata come nemesi naturale di Julia.
In genere gli episodi di Julia in cui compare Myrna non sono narrati come di consueto dalla stessa Julia attraverso il suo diario, ma da Myrna in prima persona. Nelle prime storie la pettinatura abituale di Myrna era fatta in modo che la sua ombra sembrasse quella del diavolo. Anche se non viene mai detto esplicitamente, Myrna Harrod è mancina, infatti regge sempre il suo stiletto con la mano sinistra. Nel numero 139 viene fatto per la prima volta cenno ad un disturbo psichico di Myrna: ogni volta che sta per uccidere qualcuno, lei ha una visione di suo padre che la osserva. Lei sfoga la sua ira repressa contro di lui mettendolo a tacere; dopodiché compie il delitto e lo vede sparire con un'aria soddisfatta. Questo elemento verrà sviluppato nel corso delle avventure, finché nel numero 202 la killer non inizierà a vedere anche il fantasma di sua madre e, nel 307, perfino quello di Julia.
In un'intervista Berardi ha definito così il personaggio: Myrna è uno dei punti alti della serie. Un personaggio fuori da ogni schema, schietto e crudele come solo una personalità infantile può essere. È la parte oscura di Julia e di ognuno di noi. La parte primordiale e feroce che rimuoviamo per vivere in un consesso civile. Una volta infranto il tabù delle leggi della convivenza, Myrna è libera di dire ciò che vuole e di comportarsi di conseguenza, smascherando e ridicolizzando le ipocrisie che caratterizzano la nostra società. La sua presenza è fondamentale, perché, come diceva Stevenson, è il villain che fa grande un racconto..

## Pubblicazioni
Tutti i soggetti delle storie sono scritti da Giancarlo Berardi, ideatore della serie.
| Nr. | Albo | Titolo                         | Data           | Sceneggiatura                        | Disegni                    | Copertina         |
| --- | ---- | ------------------------------ | -------------- | ------------------------------------ | -------------------------- | ----------------- |
| 1   | 1    | Gli occhi dell'abisso          | Ottobre 1998   | Giancarlo Berardi                    | Luca Vannini               | Marco Soldi       |
| 2   | 2    | Oggetto d'amore                | Novembre 1998  | Giancarlo Berardi                    | Corrado Roi                | Marco Soldi       |
| 3   | 3    | Nella mente del mostro         | Dicembre 1998  | Giancarlo Berardi                    | Marco Soldi e Luca Vannini | Marco Soldi       |
| 4   | 39   | Bentornata, Myrna!             | Dicembre 2001  | Giancarlo Berardi                    | Laura Zuccheri             | Marco Soldi       |
| 5   | 86   | Myrna: a sangue caldo          | Novembre 2005  | Giancarlo Berardi                    | Laura Zuccheri             | Marco Soldi       |
| 6   | 110  | Myrna: un affare in famiglia   | Novembre 2007  | Giancarlo Berardi e Maurizio Mantero | Laura Zuccheri             | Marco Soldi       |
| 7   | 130  | Myrna: io sono mia             | Luglio 2009    | Giancarlo Berardi e Maurizio Mantero | Laura Zuccheri             | Marco Soldi       |
| 8   | 139  | Myrna: il coraggio di uccidere | Aprile 2010    | Giancarlo Berardi e Maurizio Mantero | Laura Zuccheri             | Marco Soldi       |
| 9   | 154  | Ti amo da morire               | Luglio 2011    | Giancarlo Berardi e Lorenzo Calza    | Roberto Zaghi              | Marco Soldi       |
| 10  | 169  | Myrna: rabbia antica           | Ottobre 2012   | Giancarlo Berardi e Maurizio Mantero | Steve Boraley              | Cristiano Spadoni |
| 11  | 175  | Myrna: infanzia rubata         | Aprile 2013    | Giancarlo Berardi e Maurizio Mantero | Steve Boraley              | Cristiano Spadoni |
| 12  | 193  | Myrna: Bloody Pulp             | Ottobre 2014   | Giancarlo Berardi e Maurizio Mantero | Steve Boraley              | Cristiano Spadoni |
| 13  | 202  | Myrna: Killer offresi          | Luglio 2015    | Giancarlo Berardi e Maurizio Mantero | Steve Boraley              | Cristiano Spadoni |
| 14  | 216  | Myrna: La resa                 | Settembre 2016 | Giancarlo Berardi e Maurizio Mantero | Steve Boraley              | Cristiano Spadoni |
| 15  | 233  | Myrna: La via della libertà    | Febbraio 2018  | Giancarlo Berardi e Maurizio Mantero | Steve Boraley              | Cristiano Spadoni |
| 16  | 273  | Myrna: Addio, mia amata        | Giugno 2021    | Giancarlo Berardi e Maurizio Mantero | Steve Boraley              | Cristiano Spadoni |
| 17  | 307  | Myrna: La redenzione           | Aprile 2024    | Giancarlo Berardi e Maurizio Mantero | Steve Boraley              | Cristiano Spadoni |
| 18  | 314  | Myrna: Benvenuta a Springville | Novembre 2024  | Giancarlo Berardi e Maurizio Mantero | Steve Boraley              | Cristiano Spadoni |
| 19  | 320  | Myrna: A muso duro             | Maggio 2025    | Giancarlo Berardi e Maurizio Mantero | Steve Boraley              | Cristiano Spadoni |

## Altri media
Myrna è comparsa in un cameo all'interno della puntata dedicata a Julia della serie The Editor Is In.